# Wilfried Ahnefeld
Wilfried Ahnefeld (* 8. Oktober 1948) ist ein ehemaliger deutscher Fußballspieler. Er absolvierte zehn Bundesligaspiele für Hannover 96.

## Karriere
Der Stürmer und spätere Mittelfeldspieler begann seine Karriere beim TuS Niedernwöhren und wechselte im Alter von 15 Jahren zu Hannover 96, wo er mehrmals Torschützenkönig in seiner Altersklasse wurde. Am 21. Oktober 1967 feierte er sein Bundesligadebüt, als er bei einer 1:3-Niederlage gegen den TSV 1860 München wurde. Im nächsten Spiel gegen den FC Schalke 04 gelang ihm sogar ein Tor. Bis zum Ende der Saison 1968/69 stand er noch insgesamt achtmal für Hannover auf dem Feld, dann wechselte er in die Regionalliga, damals die zweithöchste Spielklasse, zum VfB Oldenburg.
In seiner Zeit in Hannover kam er zu zwei Einsätzen im Messestädte-Pokal, dem Vorgängerwettbewerbs des UEFA-Cups: In der ersten Runde 1967/68 stürmte er beim 1:1 gegen den SSC Neapel (mit Dino Zoff und José Altafini) im Rückspiel im heimischen Niedersachsenstadion am linken Flügel neben Mittelstürmer Walter Rodekamp. Im November 1968 kam bei der 2:4-Auswärtsniederlage gegen AIK Stockholm an der Seite von Josef Heynckes und Hans Siemensmeyer hinzu.
Mit Trainer Emil Iszó erlebte er im Stadion Donnerschwee den Abstieg. Insgesamt kam Ahnefeld für Oldenburg auf 62 Spiele und neun Tore. Zur Saison 1971/72 wechselte er zum VfL Wolfsburg und belegte mit der Mannschaft von Trainer Imre Farkasinszki und den Mitspielern Wolf-Rüdiger Krause und Wilfried Kemmer in den zwei letzten Runden des alten zweitklassigen Regionalligasystems die Plätze drei und vier. In der Regionalliga Nord kam Ahnefeld zu 92 Einsätzen für die Wölfe, in denen er neun Tore schoss.
Nach Gründung der 2. Bundesliga in der Saison 1974/75 kamen noch 22 Spiele in dieser Liga hinzu. Nach seiner Profilaufbahn spielte er noch beim FC Stadthagen sowie bei der TuS Hessisch Oldendorf, mit der er in die Amateur-Oberliga aufstieg. Seine Karriere beendete er schließlich bei der TuS Niedernwöhren.